# Луйе, Леон
Леон Луйе (фр. Léon Louyet 7 июля 1906, Лоос-ан-Гоель — 19 мая 1973, Шарлеруа, Бельгия) — бельгийский профессиональный шоссейный велогонщик в 1931—1939 и 1946 годах. Победитель двух этапов на Тур де Франс (1933), многодневной велогонки Тур Бельгии (1932).

## Достижения
1930
2-й Бенш — Шиме — Бенш
1931
2-й Гран-при Вилворде
2-й Париж — Брест — Париж
3-й Париж — Контр
1932
1-й Тур Бельгии — Генеральная классификация
1-й — Этапы 1 и 4
2-й Париж — Лилль
2-й Париж — Рен
1933
1-й — Этапы 5 и 16 Тур де Франс
1-й Париж — Виши
2-й Circuit du Morbihan
6-й Тур Фландрии
9-й Париж — Тур
1934
1-й — Этап 8 Tour de l'Ouest
1936
1-й — Этап 4 Париж — Ницца
5-й Париж — Брюссель
1937
3-й Париж — Седан
1938
3-й Париж — Брюссель

## Статистика выступлений

### Гранд-туры
| Гранд-тур                 | 1933 | 1934 | 1935 |
| ------------------------- | ---- | ---- | ---- |
| Джиро д’Италия            | —    | —    | —    |
| Тур де Франс              | 32   | —    | —    |
| (c 2010 ) Вуэльта Испании | НП   | НП   | НФ   |

| —  | Не участвовал               |
| НП | Соревнование не проводилось |
| НФ | Не финишировал              |